# Hahnia nobilis
Hahnia nobilis là một loài nhện trong họ Hahniidae.
Loài này thuộc chi Hahnia. Hahnia nobilis được miêu tả năm 1976 bởi Opell & Joseph A. Beatty.